# Grand Prix Sopot - Gdynia
Grand Prix Sopot - Gdynia odbywa się cyklicznie od 1997 roku na ul. Sopockiej pomiędzy Sopotem a Gdynią. Jest częścią kalendarza Górskich Samochodowych Mistrzostw Polski. Start znajduje się w sopockim Brodwinie, natomiast meta w Wielkim Kacku w Gdyni. Organizatorem jest Sopockie Stowarzyszenie Sportowe Automobilklub Orski.
Trasa ma długość 3050m, różnica wysokości wynosi 108m. Posiada 11 zakrętów prawych i 7 zakrętów lewych.

## 2024
W 2024 roku Grand Prix Sopot - Gdynia odbywało się w dniach 12–14 lipca.
|             | Kierowca            | Samochód                | Czas     |
| ----------- | ------------------- | ----------------------- | -------- |
| I miejsce   | Grzegorz Różalski   | Lancer EVO IX           | 2:44,683 |
| II miejsce  | Robert Sługocki     | Lancer EVO X            | 2:51,441 |
| III miejsce | Bartłomiej Madziara | Porsche 911 991 GT3 CUP | 2:55,908 |

## 2023
|                   | I podjazd treningowy | II podjazd treningowy                         | I podjazd wyścigowy | II podjazd wyścigowy                         |
| ----------------- | -------------------- | --------------------------------------------- | ------------------- | -------------------------------------------- |
| 15.07 (sobota)    | 10:00                | 30 min po zakończeniu I podjazdu treningowego | 14:00               | 30 min po zakończeniu I podjazdu wyścigowego |
| 16.07 (niedziela) | 8:30                 | 30 min po zakończeniu I podjazdu treningowego | 11:30               | 30 min po zakończeniu I podjazdu wyścigowego |

|              | Kierowca            | Samochód                         | Czas      |
| ------------ | ------------------- | -------------------------------- | --------- |
| I miejsce    | Waldemar Kluza      | Mitsubishi Lancer EVO AMS        | 02:46,832 |
| II miejsce   | Grzegorz Rożalski   | Mitsubishi Lancer EVO IX         | 02:49,920 |
| III miejsce  | Jędrzej Szcześniak  | Lamborghini Huracan Super Trofeo | 02:52,072 |
| IV miejsce   | Gabriel Kubit       | Lotus Exige KMS                  | 02:55,607 |
| V miejsce    | Robert Sługocki     | Mitsubishi Lancer EVO X          | 02:59,719 |
| VI miejsce   | Sebastian Stec      | Mitsubishi Lancer EVO VI         | 03:00,047 |
| VII miejsce  | Roman Baran         | Mitsubishi Lancer                | 03:01,642 |
| VIII miejsce | Konrad Wróbel       | Ford Fiesta                      | 03:03,416 |
| IX miejsce   | Paweł Wójtowicz     | Porsche 944                      | 03:05,818 |
| X miejsce    | Bartłomiej Madziara | Porsche 911 991 GT3 CUP          | 03:07,569 |

## 2022
|                   | I podjazd treningowy | II podjazd treningowy                         | I podjazd wyścigowy | II podjazd wyścigowy                         |
| ----------------- | -------------------- | --------------------------------------------- | ------------------- | -------------------------------------------- |
| 13.08 (sobota)    | 10:00                | 30 min po zakończeniu I podjazdu treningowego | 14:00               | 30 min po zakończeniu I podjazdu wyścigowego |
| 14.08 (niedziela) | 8:30                 | 30 min po zakończeniu I podjazdu treningowego | 11:30               | 30 min po zakończeniu I podjazdu wyścigowego |

|             | Kierowca           | Samochód                         | Czas      |
| ----------- | ------------------ | -------------------------------- | --------- |
| I miejsce   | Karol Krupa        | Skoda Fabia CT                   | 02:47,682 |
| II miejsce  | Sebastian Stec     | Ford Fiesta                      | 02:50,640 |
| III miejsce | Jędrzej Szcześniak | Lamborghini Huracan Super Trofeo | 02:51,700 |

## 2021
|             | Kierowca          | Samochód          | Czas     |
| ----------- | ----------------- | ----------------- | -------- |
| I miejsce   | Daniel Stawiarski | Mitsubishi Lancer | 2:43,882 |
| II miejsce  | Michał Ratajczyk  | Mitsubishi Lancer | 2:44,293 |
| III miejsce | Piotr Parys       | Ford Fiesta       | 2:53,595 |